# Österreichische Eishockey-Meisterschaft 1946/47
Die Saison 1946/47 war die 18. Austragung der österreichischen Eishockey-Meisterschaft, die vom ÖEHV organisiert wurde. Die österreichische Meisterschaft gewann der Wiener Eislauf-Verein.

## Oberklasse
Die Meisterschaft wurde in Form einer Liga mit Hin- und Rückspiel ausgetragen und als Oberklasse bezeichnet.
Der EK Engelmann Wien trat als Eissportklub Wien, auch EK Wien oder kurz EKW, an.
Der Innsbrucker EV wurde nach einem Freundschaftsspiel gegen den SC Riessersee von allen Wettbewerben ausgeschlossen, da Spiele gegen deutsche Mannschaften im besetzten Österreich verboten waren. Die angesetzten Spiele wurden mit 5:0 für die Gegner gewertet.

### Spiele
- 26. Dezember 1946 EK Wien – WEV 4:7 (1:0, 2:3, 1:4)

- 27. Dezember 1946 Innsbruck – Straßenbahn 4:6 (0:1, 4:2, 0:3)
- 28. Dezember 1946 Innsbruck – Straßenbahn 14:3 (1:2, 5:1, 8:0)
- ? Januar 1947 Klagenfurt – Leoben 4:2  (3:0, 1:0, 0:2)[7]
- 4. Januar 1947 EK Wien – Leoben 5:5
- 5. Januar 1947 EK Wien – Leoben 9:2
- 5. Januar 1947 Klagenfurt – WEV 2:4
- 11. Januar 1947 Leoben – WEV 4:19
- 12. Januar 1947 Leoben – WEV 3:10
- 12. Januar 1947 Klagenfurt – Innsbruck 3:2[8]
- 16. Januar 1947 Klagenfurt – Straßenbahn 5:1 (3:0, 1:1, 1:0)
- 18. Januar 1947 Innsbruck – Leoben 7:3
- 20. Januar 1947 Leoben – Straßenbahn 3:9 (0:4, 1:2, 2:3)
- 22. Januar 1947 EK Wien – Klagenfurt 2:0 (1:0, 1:0, -:-)[9]
- 24. Januar 1947 WEV – Klagenfurt 3:1 (1:1, 2:0, 0:0)[10]
- 25. Januar 1947 Straßenbahn – Klagenfurt 2:4 (0:0, 0:3, 2:1)
- 30. Januar 1947 Innsbrucker EV : Sportverein Leoben 6:2 (1:1, 2:0, 3:1)[11]
- 9. Februar 1947 Klagenfurt – EK Wien 0:5
- 13. März 1947 WEV – EK Wien 3:0 (0:0, 2:0, 1:0)[1]
- 15. März 1947 WEV – Straßenbahn 14:2
- 16. März 1947 EK Wien – Straßenbahn 12:0
- Straßenbahn – WEV 0:5 Wertung
- Straßenbahn – EK Wien 0:5 Wertung
- WEV – Innsbruck 0:5 Wertung (Innsbrucker EV gesperrt)
- Innsbruck – WEV 0:5 Wertung (Innsbrucker EV gesperrt)
- EK Wien – Innsbruck 0:5 Wertung (Innsbrucker EV gesperrt)
- Innsbruck – EK Wien 0:5 Wertung (Innsbrucker EV gesperrt)
- Innsbruck – Klagenfurt 0:5 Wertung (Innsbrucker EV gesperrt)

### Tabelle
| Pl. |                       | Sp | S | U | N | Tore  | Punkte |
| 1.  | Wiener Eislauf-Verein | 10 | 9 | 0 | 1 | 75:16 | 18     |
| 2.  | Eissportklub Wien     | 10 | 7 | 1 | 2 | 52:17 | 15     |
| 3.  | Klagenfurter AC       | 10 | 6 | 0 | 4 | 29:23 | 12     |
| 4.  | Innsbrucker EV        | 10 | 3 | 0 | 7 | 34:44 | 6      |
| 5.  | Straßenbahn Wien      | 10 | 3 | 0 | 7 | 31:69 | 6      |
| 6.  | SV Leoben             | 10 | 0 | 1 | 9 | 30:83 | 1      |

Abkürzungen: Pl. = Platz, Sp = Spiele, S = Siege, U = Unentschieden, N = Niederlagen
Erläuterungen: Meister 

### Meisterkader
| Österreichischer Meister Wiener Eislauf-Verein | Alfred Huber, Urbanek – Kopetzky, Egon Engel, Rudolf Vojta – Walter Feistritzer – Friedrich Demmer – Willibald Stanek ; Travnicek – Julius Juhn – Wasservogel          |
| Vizemeister Eissportklub Wien                  | Veith, Josef Wurm – Franz Csöngei, Helfried Winger, Hans Glück – Franz Zehetmayer – Oskar Nowak – Hans Schneider; Herbert Föderl – Friedrich Walter – Rudolf Wurmbrand |

## Unterklasse
Die zweite Spielklasse, Unterklasse genannt, wurde in fünf Staffeln ausgetragen, die teils den vier Besatzungszonen entsprachen: Wien und Niederösterreich, Kärnten und Steiermark, Oberösterreich und Salzburg,  Tirol und Vorarlberg. Die Sieger dieser Landesgruppen spielten untereinander den ersten Platz aus, der gleichzeitig mit dem Aufstieg in die Oberklasse verbunden war.

### Wiener Liga

#### Spiele
- 21. Dezember 1946 Post SV – Schwarz-Weiß-Westbahn 1:0 (0:0, 1:0, 0:0)
- 21. Dezember 1946 Polizei SV – WAT Favoriten 2:1 (1:0, 1:1, 0:0)
- 22. Dezember 1946 Post SV – Straßenbahn II 7:5
- 28. Dezember 1947 Post SV – WAT Favoriten 10:1 (3:1, 2:0, 5:0)
- 28. Dezember 1947 Schwarz-Weiß-Westbahn – Polizei SV 10:1 (3:1, 2:0, 5:0)
- 29. Dezember 1947 WAT Favoriten – Schwarz-Weiß-Westbahn 0:7
- 29. Dezember 1947 Polizei SV – Post SV 0:5
- 5. Januar 1947 SC Engelmann – Polizei 7:3
- Januar 1947 Straßenbahn II – WAT Favoriten 11:2
- Januar 1947 WAT Favoriten – SC Engelmann 0:19
- 11. Januar 1947 Schwarz-Weiß-Westbahn – Straßenbahn II 5:3
- 17. Januar 1947 SC Engelmann – Schwarz-Weiß-Westbahn 5:5
- 18. Januar 1947 WAT Favoriten – Post SV
- 19. Januar 1947 Schwarz-Weiß-Westbahn – Polizei SV 12:2
- 26. Januar 1947 Schwarz-Weiß-Westbahn – WAT Favoriten 3:2
- 26. Januar 1947 SC Engelmann – Post SV
- 1947 WAT Favoriten – Schwarz-Weiß-Westbahn 0:6
- 2. Februar 1947 Schwarz-Weiß-Westbahn – Post SV 3:4 (1:1, 1:2, 1:1)
- 6. Februar 1947 Straßenbahn II – Post SV 1:9
- 8. Februar 1947 Post SV – Polizei SV 12:3
- 1947 Engelmann – WAT Favoriten 15:0
- 8. Februar 1947 Schwarz-Weiß-Westbahn – SC Engelmann 3:2
- 13. Februar 1947 Post SV – SC Engelmann 1:1
- 15. Februar 1947 Straßenbahn II – Schwarz-Weiß-Westbahn 2:12
- 16. Februar 1947 Straßenbahn II – Polizei SV 7:4

#### Tabelle
| Pl. |                       | Sp | S | U | N  | Tore  | Punkte |
| 1.  | Post SV Wien          | 10 | 9 | 1 | 0  | 63:31 | 19     |
| 2.  | Schwarz-Weiß-Westbahn | 10 | 7 | 1 | 2  | 66:22 | 15     |
| 3.  | SC Engelmann          | 10 | 6 | 2 | 2  | 23:20 | 14     |
| 4.  | SV Straßenbahn II     | 10 | 4 | 0 | 6  | 35:61 | 8      |
| 5.  | Polizei SV Wien       | 10 | 2 | 0 | 8  | 24:68 | 4      |
| 6.  | WAT Favoriten (WAT X) | 10 | 0 | 0 | 10 | 19:91 | 0      |

### Andere Gruppensieger
Gruppensieger der Unterklasse der Steiermark wurde der Grazer SV, von Tirol und Vorarlberg der EC Kitzbühel und von Oberösterreich-Salzburg der Union-SC Salzburg.
Gruppensieger in Tirol und Vorarlberg wäre eigentlich die zweite Mannschaft des Innsbrucker EV geworden. Aufgrund des Einsatzes eines Spielers aus der ersten Mannschaft wurde der Gruppensieg vom OeEHV aberkannt und dem EC Kitzbühel zugesprochen.
Weiter Teilnehmer
- OeTSV Steyr (Oberösterreich)
- Villacher SV (Kärnten)

### Qualifikation
- 15. Februar 1947 Union-SC Salzburg – Post SV 7:10 (2:3, 2:5, 3:2)
- 16. Februar 1947 Union-SC Salzburg – Post SV 3:6 (2:3, 1:0, 1:3)
- 21. Februar 1947 EC Kitzbühel – Post SV 2:2
- 22. Februar 1947 EC Kitzbühel – Post SV 2:7
- 8. März 1947 Post SV – Grazer SV forfait wegen Nichtantritts
- 9. März 1947 Post SV – Grazer SV forfait wegen Nichtantritts

Der Post SV Wien stieg damit in die Oberklasse auf.